# Fórum Chaves
O Fórum Chaves é um site fundado e mantido por fãs dos seriados Chaves, Chapolin e Chespirito. É considerada a principal comunidade brasileira de fãs das séries, sendo inclusive certificada pelo Grupo Chespirito e estando envolvida na produção da peça Chaves - Um Tributo Musical e na dublagem e exibição das séries Chaves e Chapolin no canal Multishow. Em 2020, o portal produziu o longa-metragem Episódios Perdidos: Uma História com a participação do ator Édgar Vivar, intérprete de Sr. Barriga e Nhonho.
A comunidade também contribuiu nas edições em português da autobiografia Sem Querer Querendo e do livro O Diário do Chaves, ambos escritos por Roberto Gómez Bolaños.
Em 2020, após a suspensão das séries Chaves, Chapolin e Chespirito da televisão e dos serviços de streaming devido aos conflitos entre a Televisa e o Grupo Chespirito, o Fórum Chaves organizou um abaixo-assinado pela volta das séries.
O portal frequentemente desmente rumores e notícias falsas sobre as séries, tais como polêmicas envolvendo os atores, brigas de bastidores e boatos sobre os programas.
Em 2025, membros do Fórum Chaves localizaram e restauraram uma gravação de um episódio de Chaves mundialmente perdido há 50 anos. Intitulado "Seu Madruga Fotógrafo", o episódio marca a aparição da personagem Malicha, interpretada por María Luisa Alcalá, que substituiu Chiquinha durante sua ausência na série. Exibido originalmente em 6 de maio de 1974, a gravação estava na coleção de Juan Felipe Gómez, um colecionador colombiano. O episódio foi regravado em 1977 com a participação de Maria Antonieta de las Nieves como Chiquinha após seu retorno, em uma versão já conhecida da história.

## Chaves: A Exposição
Em janeiro de 2024, a cidade de São Paulo recebeu a maior exposição já feita das obras de Chespirito, inaugurada no MIS Experience. A equipe do Fórum Chaves foi responsável pela curadoria e apoio de mídia, produzindo textos informativos e conteúdos da exposição.
A mostra contou com itens originais, espaços imersivos e interativos dispostos em 26 salas, com 1.000 metros quadrados, recriando de maneira fiel dezenas de cenários icônicos dos seriados Chaves e Chapolin.

## Chaves - Um Tributo Musical
Chaves - Um Tributo Musical foi uma peça do teatro musical brasileiro escrito pela roteirista Fernanda Maia em 2019. Foi a primeira adaptação oficial dos personagens do seriado Chaves para o teatro, autorizada pelo Grupo Chespirito, que detém os direitos intelectuais e de licenciamento dos personagens de Roberto Gómez Bolaños.
O Fórum Chaves participou da produção contribuindo com informações históricas, pesquisas e sugestões para o roteiro, figurino e cenários.
Em 2021, o espetáculo conquistou cinco troféus no Prêmio Bibi Ferreira, incluindo melhor musical brasileiro.

## Episódios Perdidos: Uma História
Em 2020, o Fórum Chaves lançou em sua plataforma o documentário Episódios Perdidos: Uma História, dirigido por João Victor Trascastro. A produção tem uma hora e meia de duração e reúne informações e depoimentos a respeito de episódios inéditos das séries Chaves e Chapolin, que há décadas movimentam discussões entre fãs das séries.
O longa-metragem contém depoimentos do ator Édgar Vivar (intérprete do Sr. Barriga, Nhonho e outros personagens da série), e dos fãs Antonio Felipe Purcino, Igor Borges, Jônatas Holanda, James Revolti e Lucas de Brito, com trilha sonora original de Lucas Sampaio e Luciano Junior, e com Robson Narciso e Paz Greemland nas câmeras.

## Multishow
Em 2018, a Globosat, um dos braços do Grupo Globo, firmou parceria com a rede mexicana Televisa e o Grupo Chespirito e comprou os direitos de exibição das séries Chaves e Chapolin. Administradores do Fórum Chaves se reuniram na sede da Globosat para apresentação do projeto, e afirmaram em suas redes que haviam sido convocados para falar sobre o projeto de exibição do seriado no canal Multishow.
A exibição das séries contou com uma dublagem inédita realizada no estúdio Som de Vera Cruz, no Rio de Janeiro, com direção geral de Peterson Adriano, tradução e adaptação de Eduardo Gouvea e Gustavo Berriel e apoio de Antonio Felipe Purcino, um dos administradores do Fórum Chaves.

## Volta Chapolin
O Volta Chapolin foi uma campanha organizada pelo Fórum Chaves em 2012, após o SBT retirar o programa Chapolin (El Chapulín Colorado) de sua grade de programação. O movimento contou com o apoio dos atores Édgar Vivar, Rubén Aguirre e do próprio criador do programa, Roberto Gómez Bolaños, na época com 83 anos.

## Bloco de Carnaval
Em 2017, o portal organizou o primeiro bloco temático de "Chaves" no Carnaval de São Paulo, no bairro Tatuapé.
O bloco, chamado "Sigam-me os Bons", reuniu diversas fantasias de personagens das séries Chaves e Chapolin e contou com a participação de Cecília Lemes, dubladora da personagem Chiquinha e demais personagens de Maria Antonieta de las Nieves. 
O bloco também contou com espaço para arrecadação de alimentos e brinquedos, a fim de doá-los a organizações beneficentes de São Paulo.
Segundo o fã-clube, o intuito do bloco seria reunir fãs das séries criadas por Roberto Gómez Bolaños para uma tarde de Carnaval, com marchinhas das músicas clássicas das esquetes, fantasias, entre outras ações.